# Granges-de-Vesin
Granges-de-Vesin är en ort och tidigare kommun i distriktet Broye i kantonen Fribourg, Schweiz.
1 januari 2004 slogs Granges-de-Vesin ihop med Aumont, Frasses och Montet och till den nya kommunen Les Montets.